# Yacine Abdessadki
Yacine Abdessadki (* 1. Januar 1981 in Nizza, Provence-Alpes-Côte d’Azur) ist ein französisch-marokkanischer ehemaliger Fußballspieler.

## Vereinskarriere
Abdessadki kam 17-jährig zu Racing Straßburg und gab am 2. Dezember 2000 sein Ligadebüt bei einem Auswärtsspiel gegen die AS Monaco. Auch nach dem Abstieg aus der Ligue 1 am Ende der Saison 2000/01 konnte sich Abdessadki noch nicht durchsetzen und kam nur auf sieben Einsätze in der Ligue 2, an deren Ende der Wiederaufstieg stand. In der Hinrunde der Saison 2002/03 blieb Abdessadki ohne Ligaeinsatz für Straßburg und wurde für die Rückrunde an den Zweitligisten Grenoble Foot 38 verliehen, wo er auf 18 Einsätze kam und sein erstes Ligator erzielen konnte. Seinen endgültigen Durchbruch bei Racing hatte er in der Saison 2004/05, als er zu 36 Einsätzen kam, dabei sechs Treffer erzielen und zudem den französischen Ligapokal gewinnen konnte. Für die folgende Spielzeit wechselte er zum FC Toulouse, kam dort aber nicht zurecht und kehrte nach einem halben Jahr zu Straßburg zurück. Am Ende der Saison stand der Abstieg in die Ligue 2, Abdessadki blieb dem Verein allerdings treu und erreichte den direkten Wiederaufstieg. 2008 folgte umgehend der neuerliche Abstieg aus der höchsten französischen Spielklasse.
Der offensive Mittelfeldspieler wechselte daraufhin für geschätzte 600.000 Euro zum deutschen Zweitligisten SC Freiburg. In seiner ersten Saison in Freiburg stieg er 2009 als Zweitligameister in die Fußball-Bundesliga auf, in der Saison 2009/10 kam er zu 23 Bundesligaeinsätzen. Sein Vertrag wurde im Sommer 2010 zunächst nicht mehr verlängert, Ende August wurde er aber doch wieder von Freiburg unter Vertrag genommen. Am 22. Dezember 2010 gab der Verein bekannt, dass Abdessadki seinen zum Saisonende auslaufenden Vertrag bis 2013 verlängert habe.
Am 21. Dezember 2011 gab der SC Freiburg bekannt, dass man sich mit sofortiger Wirkung von Abdessadki getrennt habe. Grund dafür war ein Vorfall beim letzten Auswärtsspiel in Köln. Es seien Dinge geschehen, die der Verein einem Profi mit Vorbildfunktion nicht durchgehen lassen könne. Abdessadki reichte daraufhin über seinen Anwalt eine Kündigungsschutzklage beim Arbeitsgericht Freiburg im Breisgau ein. Am 29. Februar 2012 kam es vor dem Arbeitsgericht zu einer Einigung der beiden Parteien. Der SC Freiburg zog seine Anschuldigungen zurück und löste den Vertrag mit Abdessadki rückwirkend zum 31. Dezember 2011 auf. Nach einer mehrjährigen Pause spielte er in der Saison 2015/16 für den französischen Verein SR Colmar und pausierte danach erneut.
In der Sommerpause zur Saison 2018/19 schloss sich Abdessadki mit 37 Jahren dem in der Verbandsliga Südbaden spielenden Kehler FV an. Nach der Saison beendete er seine Karriere.

## Nationalmannschaft
Abdessadki gab sein Debüt in der A-Nationalmannschaft Marokkos im November 2004 gegen Burkina Faso und erzielte dabei auch sein erstes Tor. Seither kam er auf insgesamt neun Einsätze, drei davon in der Qualifikation für die WM 2006. Für einen Afrika-Cup wurde er nicht berücksichtigt.